# Daniella Castagno
Daniella Claudia Castagno Ayala (Santiago de Chile, 28 de marzo de 1970) es una autora y guionista chilena de series y telenovelas. Ha desarrollado una carrera internacional, desempeñándose como jefa de guiones en Televisa (México), RCN (Colombia), Univisión (Estados Unidos), EnLatina (Perú). En Chile, ha trabajado como jefa de guiones en TVN, Canal 13 y actualmente en Mega.

## Biografía
Daniella Castagno estudió periodismo y desarrolló estudios en el área de la escritura de guiones, participando en talleres de Roque Steban Scarpa y diferentes cursos con grandes autores internacionales, como Alberto Migré y el connotado Lauro César Muniz. Sin embargo, ella rescata como su mejor maestro a su propio padre: Néstor Castagno.
Sus comienzos están ligados a varios programas infantiles de televisión, desde los 22 años empieza a escribir teleseries. En 1993 fue autora y guionista de exitosas telenovelas chilenas junto a su padre. Incursionó en las series con Más que Amigos.
Dentro de los mayores éxitos en sus inicios se cuentan las teleseries Ámame, Rojo y Miel con gran sintonía y premios de público y críticos de espectáculos.
Estuvo varios años en Televisa y a su regreso en TVN, una vez más consolidaron su éxito con Néstor Castagno y la teleserie: "Santoladrón".
Sin embargo un nuevo proyecto con desarrollo en Chiloé, distanció a la dupla Castagno de TVN y fue canal 13 quien les abrió los brazos. Allí Néstor Castagno fue asesor de guiones en "Machos" y junto a si hija Daniella escribieron la serie "Más que Amigos" para luego cautivar al público con la teleserie "Hippie".
En año 2005 vendría el gran exito televisivo para Néstor y Daniella Castagno. La telenovelaBrujas. Durante el transcurso de esta, Daniella sufrió la muerte de su padre. 
La hija de Néstor se alejó de Chile, para poder limpiar su cabeza y ordenar sus ideas. Estuvo trabajando como asesora de guiones en RCN, Colombia. Allí hizo dos adaptaciones de teleseries para Univisión, pero más tarde regresaría a Chile.
El año 2011 marcó su regreso a TVN con las comedias de situaciones Aquí mando yo y Separados de TVN. También fue autora y jefa de guiones del exitoso thrillerVuelve temprano. 
En 2014 Castagno dejó su cargo como jefa de guiones del Área Dramática de Televisión Nacional de Chile, para formar parte de la nueva Área Dramática de Mega, dirigida por María Eugenia Rencoret, directora de varias telenovelas escritas por Castagno. En dicho cargo, se ha desempeñado como  Asesora y Jefa De Guiones. Se han destacado sus teleseries: "Papá a la Deriva", "Ambar", "Yo soy Lorenzo", "Edificio Corona", "La Ley de Baltazar" y "Al sur del Corazón", Teleserie en que Daniella da un salto internacional ya que la coproduce Netflix.
Daniella se desempeñó como profesora de guiones en Capacitación de Canal 13, en la Pontificia Universidad Católica de Chile y la Universidad Finis Terrae. Además esta autora y guionista es miembro del equipo evaluador del Consejo de Cultura, parte del comité organizador de los Premios Altazor y Presidenta de ATN: Sociedad de gestión del derecho de autor. Desde allí ha dado una férrea lucha para que los derechos de los autores chilenos sean reconocidos.

## Series y telenovelas

### Historias originales
- Al Sur Del Corazón (2024)
- Papá en Apuros (2023)
- La ley de Baltazar (2022) (con Rodrigo Bastidas)
- Edificio Corona (2021) (con Rodrigo Bastidas)
- Yo soy Lorenzo (2019)
- Ámbar (2016)
- Papá a la Deriva (2015)
- Vuelve Temprano (2014)
- Separados (2012)
- Aquí Mando Yo (2011)
- Descarado (2006) (con Néstor Castagno)
- Brujas (2005) (con Néstor Castagno)
- Hippie (2004) (con Néstor Castagno)
- Más que Amigos (2002) (con Néstor Castagno)
- Santo Ladrón (2000) (con Néstor Castagno)
- Rojo y Miel (1994) (con Néstor Castagno)
- Ámame (1993) - Original de Néstor Castagno

### Adaptaciones
- Doña Bella (2009) - Original de Wilson Aguiar
- La marca del deseo (2008) - Original de Bernardo Romero Pereiro.
- Papá en Apuros (2023) - Original de Daniella Castagno.

### Nuevas versiones reescritas por otros
- Tenías que ser tú (2018) (Ámbar) - Por Antonio Abascal, Dante Hernández y Carlos Daniel González
- Vuelve temprano (2016) (Vuelve temprano) - Por Verónica Bellver y Joaquín Casasola.
- Las profesionales, a su servicio (2006) (Brujas) - Por Perla Ramírez y César Augusto Betancur.